# Attenberg
Pour plus de détails, voir Fiche technique et Distribution.
Attenberg est un film grec réalisé par Athiná-Rachél Tsangári et sorti en 2010. Il a été présenté en compétition à la Mostra de Venise 2010. Il permit à Ariane Labed de remporter la coupe Volpi pour la meilleure interprétation féminine. Il a aussi remporté le prix Lina Mangiacapre à la même Mostra et le prix du meilleur réalisateur au Buenos Aires Festival Internacional de Cine Independiente.

## Synopsis
Marina a grandi avec son père, un architecte, dans un prototype d'usine idéale qu'il avait dessiné. Elle est misanthrope et préfère au contact des autres une solitude qu'elle meuble des chansons du groupe Suicide et des documentaires animaliers de David Attenborough. Elle est initiée sexuellement par son amie Bella. Un jour, un homme la défie au babyfoot. Dans le même temps, son père décide de prendre congé, de façon rituelle, du XXe siècle qu'il trouve « surfait ». Marina est déchirée entre ces trois personnes qui comptent le plus dans sa vie.

## Fiche technique
- Titre : Attenberg
- Réalisation : Athiná-Rachél Tsangári
- Scénario : Athiná-Rachél Tsangári
- Production : Haos Films, Faliro House Productions, Boo Productions, Stefi S.A., Centre du cinéma grec, Programme MEDIA de la Communauté européenne
- Directeur de la photographie : Thymios Bakatakis
- Montage : Matt Johnson, Sandrine Cheyrol
- Direction artistique : Daphne Kaloyanni
- Costumes : Thanos Papastergiou, Vassilia Rozana
- Musique :
- Pays d'origine : Grèce
- Genre : Drame
- Format : couleur 35 mm
- Durée : 95 minutes
- Date de sortie : 
  - Festival international du film de Thessalonique 2010 : 7 décembre 2010
  - sortie mondiale : 21 septembre 2010

## Distribution
- Ariane Labed : Marina
- Vangelis Mourikis : Spyros
- Evangelia Randou : Bella
- Yorgos Lanthimos : L'ingénieur

## Récompenses
- Mostra de Venise 2010 : Coupe Volpi de la meilleure interprétation féminine pour Ariane Labed
- Festival international du film de Thessalonique 2010 : Alexandre d'argent
- Festival de Wrocław 2010 : Prix du Meilleur film étranger